# 957
| Calendário gregoriano                                                        | 957 CMLVII                                            |
| Ab urbe condita                                                              | 1710                                                  |
| Calendário arménio                                                           | 406 – 407                                             |
| Calendário bahá'í                                                            | -887 – -886                                           |
| Calendário budista                                                           | 1501                                                  |
| Calendário chinês                                                            | 3653 – 3654 Início a 3 de fevereiro (aproximadamente) |
| Calendário copta                                                             | 673 – 674                                             |
| Calendário etíope                                                            | 949 – 950                                             |
| Calendários hindus - Vikram Samvat - Calendário nacional indiano - Cáli Iuga | 1012 – 1013 878 – 879 4057 – 4058                     |
| Calendário Holoceno                                                          | 10957                                                 |
| Calendário islâmico                                                          | 345 – 347                                             |
| Calendário judaico                                                           | 4717 – 4718                                           |
| Calendário persa                                                             | 335 – 336                                             |
| Calendário rúnico                                                            | 1207                                                  |
| Calendário solar tailandês                                                   | 1500                                                  |

957  (CMLVII, na numeração romana) foi um ano comum do século X do Calendário Juliano, da Era de Cristo, teve início a uma quinta-feira e terminou também a uma quinta-feira e a sua letra dominical foi D (53 semanas).
No território que viria a ser o reino de Portugal estava em vigor a Era de César que já contava 995 anos.
| Ano completo                        |
| ----------------------------------- |
| Ano comum com início à quinta-feira |

## Mortes
- 27 de Novembro - Arnaldo I de Cominges n. 900, foi conde de Cominges e de Carcassona.